# Actinocrates euryniphas
Actinocrates euryniphas är en fjärilsart som beskrevs av Edward Meyrick 1934. Actinocrates euryniphas ingår i släktet Actinocrates och familjen mott. Inga underarter finns listade i Catalogue of Life.